# Vaterpolski klub Primorje Rijeka
Vaterpolski klub Primorje EB je vaterpolski klub iz Rijeke. Klub je osnovan 1908. godine kao HŠK Victoria. Primorje je najstariji vaterpolski klub u Hrvatskoj, te je osvajač Prvenstva Hrvatske, Jadranske lige i Kupa Hrvatske.

## Povijest
Klub je osnovan 1908. godine kao Hrvatski športski klub Victoria. HŠK Victoria 1. srpnja 1914. osniva svoju plivačku sekciju, čime su zasnovani temelji budućoj aktivnosti SD Primorja.
Društvo je osnovano 1908. godine na Sušaku i najstariji je plivački klub u Hrvatskoj. Pod tim imenom je djelovao do završetka Drugog svjetskog rata. Godine 1945. formirano je sportsko društvo Primorac. Od početka 1948. godine djeluje novostvoreni plivački klub Primorje koji je poslije postao plivački i vaterpolo klub Primorje. Klub je reorganiziran 1. siječnja 1991. godine te djeluje kao SD Primorje '08 u koji su danas udruženi plivački klub Primorje, vaterpolo klub Primorje te klub za sinkrono plivanje Primorje.
Klub je proizveo mnoge igrače koji su imali značajan utjecaj za Hrvatsku, kao što su Igor Hinić, Damir Glavan, Damir Burić i Samir Barać, a svi su osvojili medalje na velikim međunarodnim natjecanjima. Osim toga, iz škole vaterpola Primorja proizašli su Danijel Premuš i Vladimir Vujasinović, koji su osvajali olimpijske medalje za Italiju i Srbiju.
Victorijini članovi, vaterpolist Boris Polić i plivač Zmaj Defilipis, nastupali su na OI 1936. godine u Berlinu.

## Bazen
VK Primorje EB trenutno igra na novoizgrađenom bazenskom kompleksu Bazeni Kantrida.
Primorje je za svoj stoti rođendan napokon dobilo zatvoreni olimpijski bazen. Uz postojeći ljetni 50-metarski bazen na Kantridi, klupski dom već 36 godina, niknulo je velebno zdanje s dvoranskim plivalištem i tribinama za 1.200 gledatelja, s bazenom za zagrijavanje i dječjim bazenom ispod sadašnjeg plivališta koje nije promijenilo svoj izgled na otvorenom, te svim potrebnim popratnim sadržajima. U novom kompleksu našli su se i restoran, caffé bar, trgovine, fitness, welness, zatim uredske prostorije, prostorije za sastanke te velika garaža za 180 automobila. Primorjaši u svoje drugo stoljeće postojanja napokon ulaze s objektom o kojem su sanjale sve prethodne klupske generacije, prisiljene snalaziti se u često posve neodgovarajućim uvjetima.

## Sastavi

### Sezona 2019./20.
| 1  | Fran Čubranić    |  | Golman  |  |      |  |                |  |                     |  |                    |
| 2  | Antonio Čunko    |  | Napadač |  |      |  |                |  |                     |  |                    |
| 3  | Tin Brubnjak     |  | Napadač |  |      |  |                |  |                     |  |                    |
| 4  | Iv Marić         |  | Napadač |  |      |  |                |  |                     |  |                    |
| 5  | Duje Peroš       |  | Napadač |  |      |  |                |  |                     |  |                    |
| 6  | Marko Blažić     |  | Bek     |  |      |  |                |  |                     |  |                    |
| 7  | Maroš Tkač       |  | Napadač |  |      |  |                |  |                     |  |                    |
| 8  | Dario Rakovac    |  | Napadač |  |      |  |                |  |                     |  |                    |
| 9  | Karlo Babić      |  | Napadač |  |      |  |                |  |                     |  |                    |
| 10 | Mislav Vrlić     |  | Napadač |  |      |  |                |  |                     |  |                    |
| 11 | Sven Augusti     |  | Napadač |  |      |  |                |  |                     |  |                    |
| 12 | Lovro Paparić    |  | centar  |  |      |  |                |  |                     |  |                    |
| 13 | Nikola Milošević |  | Golman  |  |      |  |                |  |                     |  |                    |
| 14 | Ian Petrić       |  | napadač |  |      |  |                |  |                     |  |                    |
| 15 | Nikola Milošević |  | Golman  |  |      |  |                |  |                     |  |                    |
| 16 | Noa Olić         |  | Golman  |  |      |  |                |  |                     |  |                    |
| 17 | Karlo Babić      |  | Napadač |  |      |  |                |  |                     |  |                    |
| 18 | [[]]             |  | Branič  |  |      |  |                |  |                     |  |                    |
| 19 | [[]]             |  | Napadač |  |      |  |                |  |                     |  |                    |
|    | Igor Hinić       |  | Trener  |  | [[]] |  | pomoćni trener |  | Ivan Matković, prof |  | kondicijski trener |

## Klupski uspjesi

### Nacionalna natjecanja
- Prvenstvo Hrvatske
  - Prvak (2): 2013./14., 2014./15.
  - Doprvak (5): 2003./04., 2010./11., 2011./12., 2012./13., 2015./16.
- Kup Hrvatske
  - Osvajač (4): 1995./96., 2012./13., 2013./14., 2014./15.
  - Finalist (3): 2002./03., 2010./11., 2015./16.
- Prvenstvo Jugoslavije
  - Prvak (1): 1938. (kao HŠK Victoria)
  - Doprvak (2): 1979., 1983.
- Kup Jugoslavije
  - Osvajač (1): 1979.
  - Finalist (1): 1976.

### Europska natjecanja
- Liga prvaka
  - Finalist (2): 2011./12., 2014./15.
  - Trećeplasirani (2): 2003./04., 2013./14.
- Kup pobjednika kupova
  - Finalist (1): 1976./77.
  - Trećeplasirani (2): 1979./80., 1995./96.
- COMEN Kup
  - Osvajač (1) 1996.

### Regionalna natjecanja
- Jadranska Liga
  - Prvak (3): 2012/13., 2013./14., 2014./15.
  - Doprvak (2): 2011./12., 2015./16.

## Međunarodna natjecanja

### Plasmani uJadranskoj ligi
| sezona               |        | mj.          | ut. | pob. | ner. | por. | golovi  | bod | doigravanje | napomene                             |
| -------------------- | ------ | ------------ | --- | ---- | ---- | ---- | ------- | --- | ----------- | ------------------------------------ |
| Primorje Erste Banka |        |              |     |      |      |      |         |     |             |                                      |
| 2008./09.            |        | 7./12        | 22  | 10   | 1    | 11   | 215:230 | 21  |             |                                      |
| Primorje             |        |              |     |      |      |      |         |     |             |                                      |
| 2009./10.            |        | 7./13        | 24  | 10   | 1    | 13   | 228:232 | 21  |             |                                      |
| 2010./11.            |        | 1./13        | 12  | 10   | 1    | 1    | 149:83  | 31  | 3. mjesto   |                                      |
| 2011./12.            | Liga 6 | 4./6 (4./13) | 17  | 13   | 1    | 3    | 212:132 | 40  | 2. mjesto   | uračunati svi rezultati iz 1. dijela |
| 2012./13.            |        | 1./12        | 22  | 21   | 0    | 1    | 345:115 | 63  | prvak       |                                      |
| 2013./14.            |        | 1./12        | 22  | 22   | 0    | 0    | 394:123 | 66  | prvak       |                                      |
| 2014./15.            |        | 1./15        | 22  | 19   | 3    | 0    | 321:125 | 60  | prvak       | uračunati svi rezultati iz 1. dijela |
| 2015./16.            |        | 2./10        | 18  | 17   | 0    | 1    | 232:96  | 51  | 2. mjesto   |                                      |
| 2016./17.            |        | 5./9         | 16  | 6    | 2    | 8    | 132:128 | 20  |             |                                      |
| 2017./18.            |        | 10./10       | 18  | 2    | 1    | 15   | 125:209 | 7   |             |                                      |

## Poznati igrači i treneri
- Zoran Roje
- Samir Barać
- Igor Hinić
- Zdravko Kovačić
- Nikola Franković
- Dénes Varga
- Dániel Varga
- Paulo Obradović
- Vladimir Vujasinović
- Sandro Sukno
- Ivan "Ivica" Jobo Kurtini
- Danijel Premuš
- Frano Vićan
- Petar Muslim
- Xavi Garcia
- Frane Nonković
- Vedran Jerković
- David Burburan

## Vanjske poveznice
- Službene stranice VK Primorje
- Službene stranice ŠD Primorje '08
- Sušačka revija, br. 62/63, Boris Perović: Stoljeće ponosa - Športsko društvo Primorje slavi stotu obljetnicu